# Сіндиніка
Сіндиніка (від грец. Κίνδυνος / kíndunos, небезпека) — наука, яка об'єднує групу областей знання (керування ризиком, техніка безпеки, енергетична безпека, економічна безпека, продовольча безпека, психологічна безпека і таке інше), предметом яких є фактори ризику (джерела небезпеки, загрози) та способи зниження рівня ризику. Термін «сіндиніка» є неологізмом, який запропоновано в 1987 році французькими вченими (фр. Cindyniques) у Сорбонні, як позначення узагальнення «науки про небезпеку». Предметна область науки сфокусована на розгляді, головним чином, чинників ризику техногенної природи або таких, які виявляються у сфері промислового виробництва, енергетиці, будівництві, в індустріальній сфері взагалі.